# Montañas del Rift orientales

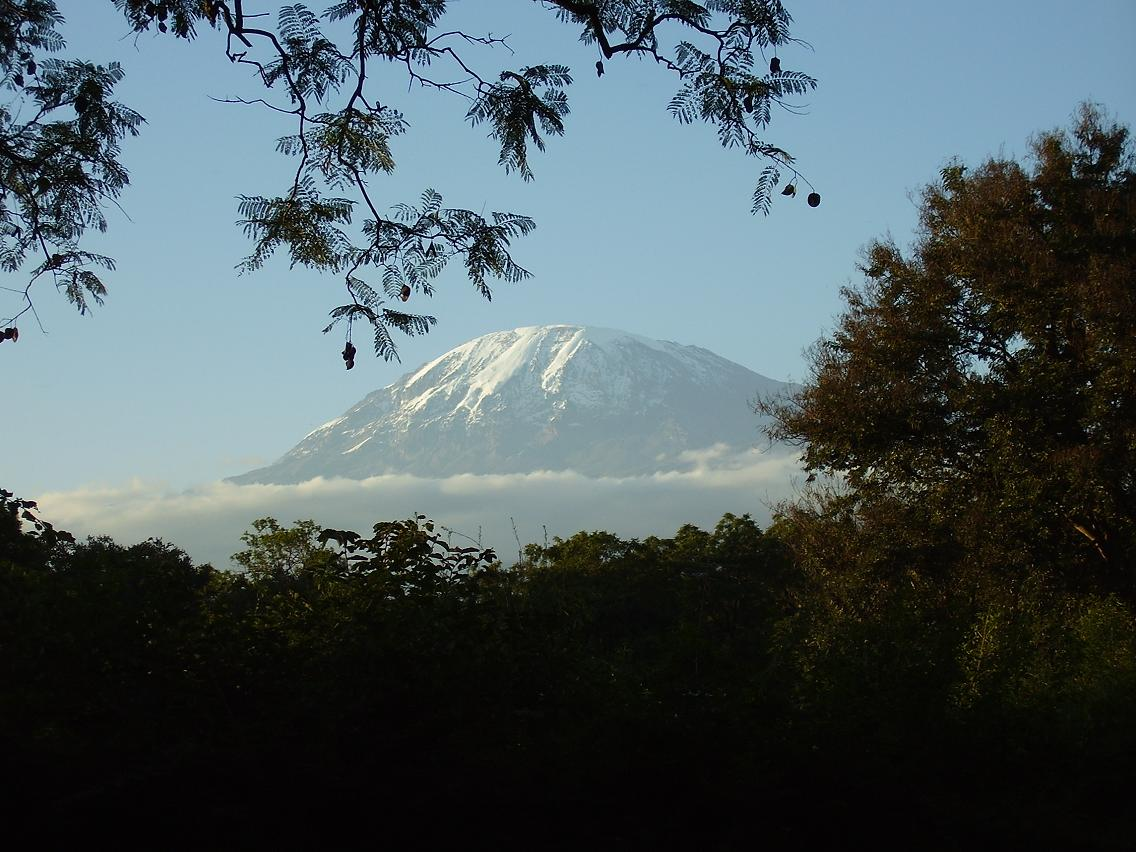
Kilimanjaro (Tanzania)

Las  montañas del Rift orientales son una región montañosa en los Grandes Lagos africanos, dentro de Kenia, Uganda, Tanzania, República Democrática del Congo, Ruanda y Burundi. 

## Ubicación y descripción
Las montañas están relacionadas con el Rift de África Oriental, y se encuentran en dos cadenas, el Rift Occidental incluye las montañas Virunga, las montañas Mitumba y la cordillera Ruwenzori, mientras que las montañas del este incluyen los picos más grandes de África: el nevado Kilimanjaro (5.895m), y el Monte Kenia (5.199m). Otras montañas en el área del Rift Oriental incluyen el Monte Elgon en Kenia y Uganda. Todas, excepto la cadena Ruwenzori, son de origen volcánico. 
El clima en las elevaciones más altas es a menudo frío y húmedo.

## Fauna
Las montañas son ricas en vida silvestre, incluyendo animales que migran a mayores altitudes durante la temporada de calor en la sabana circundante. Las montañas son el hogar de varias especies de aves endémicas, como el turdoide de Hinde, que sólo vive en el Monte Kenia. 

## Amenazas y preservación
Las elevaciones más bajas de las montañas se han utilizado ampliamente para la silvicultura y el cultivo de té y café, y se ha perdido gran parte del bosque original, incluido el bosque nuboso que una vez cubrió gran parte del Kilimanjaro. Escalar estas montañas es una gran atracción y el parque nacional del Kilimanjaro atrae a cientos de visitantes cada año, muchos de los cuales acceden a la montaña desde la ciudad cafetera de Moshi.

## Exploración
Las montañas fueron descubiertas por los europeos en orden de distancia de la costa, que también se encuentra en orden decreciente de altura. También fueron exploradas y escaladas en este orden.